# Hiên Hom
Hianhom là tập truyện thơ kể về mối tình bi thảm của đôi trai gái người Thái vùng Tông Lệnh - Thuận Châu - Sơn La. Chàng tên là Cầm Đôi, nàng tên là Hiên Hom.

## Tóm tắt nội dung
Hiên Hom là người con gái đẹp người, đẹp nết. Bao nhiêu chàng trai khắp vùng đem lòng yêu mến, muốn kết duyên cùng nàng, nhưng vẫn chưa có ai lọt vào mắt xanh của nàng. Rồi một buổi tối trên hạn khuống, nàng đã gặp Cầm Đôi. Thế là mối tình giữa nàng và chàng đã nảy nở. Họ yêu nhau tha thiết, đắm say ròng rã 6 năm liền, nhưng gia đình hai bên không hề biết. Cuối cùng việc gì phải đến đã đến, nàng đã mang thai với chàng. Nghe theo lời khuyên của người yêu, nàng đã đến thú thực cùng với cha mẹ và được cha mẹ thương cảm cho sự việc đã rồi. Cầm Đôi cũng đến xin cha mẹ để được cưới Hiên Hom làm vợ, nhưng chàng đã bị cha mẹ và họ hàng phản đối quyết liệt. Bất lực trước sự ngăn cấm của gia đình, chàng quyết định bỏ nhà đi "quang cún" (đi lang thang), hẹn với Hiên Hom sau ba năm, khi cha mẹ hết giận sẽ trở về cưới nàng.
Chàng đã đi hết bản này qua mường khác, qua Mường Kim đến Mường Than, qua Mường So đến Là... Chàng đã gặp nhiều cô gái Thái, gái Lào, gái Lự..., cô nào cũng xinh đẹp, cũng khôn khéo và cũng mến yêu chàng. Nhưng trong lòng chàng chỉ có mỗi Hiên Hom.
Sáu tháng qua đi, không thấy tin tức gì về chàng, Hiên Hom khóc than, tuyệt vọng và thắt cổ tự tử. Gia đình và dân bản đến làm ma cho nàng nhưng một việc kỳ kạ đã xảy ra. Khi định đưa thi hài nàng đi chôn cất thì thi hài dính chặt vào đệm, đệm lại dính chặt xuống sàn, xuống nhà... không thể mang đi được. Cuối cùng cả bản phải bỏ đi ở nơi khác.
Đang trên đường, Cầm Đôi bỗng thấy nhiều điềm gở, chàng đã quyết định quay về. Khi qua bản của Hiên Hom, chàng vẫn thấy cảnh vật như xưa, vẫn thấy nàng ra chào và hẹn chàng đến chơi.
Về đến nhà, cha mẹ chàng nói Hiên Hom đã chết, chàng vẫn không tin và ngay tối hôm đó chàng đã đến gặp Hiên Hom. Hai người nói chuyện vui vẻ như xưa, nhưng về khuya chàng bỗng nghe tiếng ròi bọ cắn xương. Chàng chợt nghĩ hay Hiên Hom đã chết thật, đây chỉ là ma. Chàng sợ quá, tìm cách chạy chốn. Chàng xin đi tiểu nhưng Hiên Hom đã lấy dây buộc vào cổ tay chàng để khỏi chạy mất. Ra ngoài chàng vớ được quả bầu đựng nước, chàng tháo dây buộc vào quả bầu và dốc nghiêng cho nước chảy như người đang tiểu rồi chạy mất. Chờ mãi không thấy Cầm Đôi quay vào, Hiến Hom kéo dây chỉ thấy quả bầu nước. Biết chàng chạy chốn, Hiến Hom chạy đuổi theo. Cầm Đôi vội chạy vào rừng cây "nát" (một loại cây ma sợ) để chốn tránh. Hiến Hom không vào rừng cây "nát" được, chỉ đi vòng quanh. Đến trời sáng thì Hiên Hom phải quay về, lúc đó Cầm Đôi mới về nhà được...
Đến mùa ban nở, các cô gái trong bản rủ Cầm Đôi đi hái hoa. Hiên Hom thấy Cầm Đôi đang trên cành ban liền bay tới, mọi người chạy tán loạn. Cầm Đôi vội cởi chiếc áo chùm lên một cành ban rồi nhảy xuống và chạy chốn. Hiên Hom ôm choàng lấy cành ban chùm áo. Biết không phải chàng, Hiên Hom vội tìm và đuổi theo. Chàng chạy vào rừng và nhìn thấy một hốc cây liền chui vào đó. Một con cáo trong hốc cây bỗng nhảy ra. Hiên Hom tưởng Cầm Đôi vội ôm chầm lấy và hôn 
hít, khi bị cáo cào mặt mới biết là không phải chàng. Cầm Đôi lúc đó đã cao chạy xa bay. Về đến nhà, Cầm Đôi không dám bước ra khỏi nhà nữa.
Nhưng rồi ở nhà mãi không được, mùa làm ăn đã tới, Cầm Đôi phải đi ra đồng làm việc. Vừa đi làm được một lúc, Hiên Hom lại xuất hiện, may mà chàng còn kịp chạy về đến nhà. Cha mẹ Cầm Đôi đã nghĩ kế để bảo vệ con mình, họ đã lấy quần áo của Cầm Đôi mặc cho hình nộm bằng rơm cắm đầy chông nhọn rồi đem ra dựng ngoài đồng. Hiên Hom tưởng Cầm Đôi nên bay tới và ôm chặt lấy. Những mũi chông nhọn đã đâm vào người, vào mặt Hiên Hom, máu chảy nhuộm đỏ đất, cỏ cây, máu thấm vào áo chàng, quyện vào mùi mồ hôi của chàng. Nàng lại chết một lần nữa, hồn nàng bay lên trời, nhưng vẫn chờ Cầm Đôi để có ngày sum họp.
Cũng từ hôm đó, Cầm Đôi buồn chán tất cả, trong lòng chỉ còn nỗi xót thương cho mối tình của chàng và Hiên Hom. Chàng mệt mỏi, tinh thần sa sút sinh ốm yếu. Cha mẹ chàng mời nhiều thầy cúng giỏi về chữa trị nhưng bệnh không giảm mà càng ngày càng nặng thêm, sau một năm thì chàng chết. Hồn chàng bay lên trời để tìm đến Hiên Hom.